# Андреєнки (Калузька область)
Андреєнки (рос. Андреенки) — присілок в Юхновському районі Калузької області Російської Федерації.
Населення становить 21 особу. Входить до складу муніципального утворення Село Климов Завод.

## Історія
Від 2004 року входить до складу муніципального утворення Село Климов Завод

## Населення
| 2002 | 2010 |
| ---- | ---- |
| 27   | ↘21  |